# Jorge Juan de Guillelmi y Andrada
Jorge Juan de Guillelmi y Andrada de Vanderwilde (Sevilla, 6 de gener de 1734 - Saragossa, 12 de març de 1809) va ser un militar espanyol, Capità general d'Aragó durant el regnat de Carles IV d'Espanya.
Va ingressar en 1745 al regiment d'Infanteria de Brussel·les, d'on va passar a Ceuta en 1753 i a Flandes en 1755. En 1755 ascendí a subtinent i va estudiar matemàtiques a l'Acadèmia Militar de Barcelona, de manera que ascendí a tinent en 1765 i a capità en 1777. En 1784 ascendí a tinent coronel i fou destinat a l'Acadèmia de Segòvia, alhora que en 1786 ingressava a l'orde de Sant Jaume. Després d'un viatge d'estudis a Àustria i Itàlia, en 1789 fou ascendit a coronel i en 1793 a mariscal de camp.
El 4 de setembre de 1795 fou nomenat tinent general i el 5 de juliol de 1797, governador i capità general d'Aragó, i president de la seva Audiència. Degut a la seva actitud vacil·lant davant les tropes franceses després de l'aixecament del 2 de maig de 1808, el 25 de maig fou destituït per la Junta d'Aragó i fou empresonat a l'Aljaferia, i substituït per Carlos Huoni, qui no arribaria a fer-se càrrec. Després de l'ocupació francesa de Saragossa fou alliberat i va morir el 21 de febrer de 1809.